# Ischnomesus magnificus
Ischnomesus magnificus är en kräftdjursart som beskrevs av Menzies1962. Ischnomesus magnificus ingår i släktet Ischnomesus och familjen Ischnomesidae. Inga underarter finns listade i Catalogue of Life.